# Station Varennes-sur-Fouzon
Station Varennes-sur-Fouzon is een spoorwegstation aan de spoorlijn Salbris - Le Blanc bij Varennes-sur-Fouzon in de Franse gemeente Val-Fouzon.